# جون سيدلي (بارون كينيلورث الأول)
جون دافنبورت سيدلي، بارون كينيلورث الأول (John Davenport Siddeley, 1st Baron Kenilworth) (5 أغسطس 1866 - 3 نوفمبر 1953) كان رائدًا في صناعة السيارات في المملكة المتحدة، حيث قام بتصنيع المحركات الجوية وهياكل الطائرات وكذلك المركبات ذات المحركات.

## مسار مهني مسار وظيفي
ولد جي دي سيدلي، الابن الأكبر لوليام سيدلي وزوجته إليزابيث دافنبورت، في لونقسايت، مانشستر عام 1866 وعمل لأول مرة مع والده كمتدرب إنتاج، لكنه أخذ دروسًا ليلية في الرسم. في عام 189 تعيين مصمم ومتسابق الدراجات الشاب كرسام من شركة هامبر سايكل. اختار2، تمه المدير الإداري لشركة دنلوب في ذلك الوقت في هامبر وعين سيدلي كمدير مبيعات دنلوب بلفاست. في عام 1900 بصفته العضو المنتدب لشركة «اطارات كليبر» التابعة لشركة دنلوب ميدلاندز، اكتسب شهرة في صناعة السيارات من خلال قيادة 6 حصلت سيارة إتش بي دايملر على تجربة ألف ميل في إنجلترا بنجاح ملحوظ. جاء ذلك بعد ركوب الدراجات من (Land's End) إلى (John o 'Groats) للدعاية للإطار الهوائي الجديد.
تزوج من سارة مابيل قوديير، ابنة جيمس قوديير من ماكليسفيلد، في عام 1893 وعاشوا في بلفاست لفترة قصيرة ولكن بحلول أغسطس 1894، كانوا يعيشون في ميريدن، كوفنتري حيث ولد الابن الأكبر، سيريل. كان عليهم أن ينجبوا ثلاثة أبناء وبنتين.

## سيارات

1902 سيدلي 8 حصان

أسس سيدلي شركته سيدلي اوتوكار في عام 1902 لتصنيع سيارات بتصميمات بيجو. كان لديه سيارات مظاهرة مقرها بيجو في كريستال بالاس في عام 1903. بحلول عام 1905، كان لدى الشركة عشرات الطرازات للبيع وتم بناء بعضها له في مصنع فيكرز كرايفورد، كينت.
خلال عام 1905، اشترى ولسيلي - الذي سيطر فيما بعد على سوق السيارات في المملكة المتحدة - السمعة الحسنة وحقوق براءة الاختراع لأعمال شركة سيدلي اوتوكار وعين سيدلي لندن مدير مبيعات لشركة هربرت أوستن (Wolseley Tool and Motor Car Company Limited) المملوكة لشركة فيكرز، الأبناء والمكسيم. بعد بضعة أشهر، غادر هربرت أوستن وولسيلي لتأسيس شركة أوستن موتور الخاصة به، وعُين سيدلي مديرًا لشركة ولسيلي بدلاً منه، وبدون سلطة، أضاف سيدلي إلى الشارة على سيارات ولسيلي.
استقال من ولسيلي في عام 1909 للدخول في شراكة مع (HPP) ديزي وإدارة شركة ديزي موتور، أيضًا في كوفنتري.

## توسع زمن الحرب

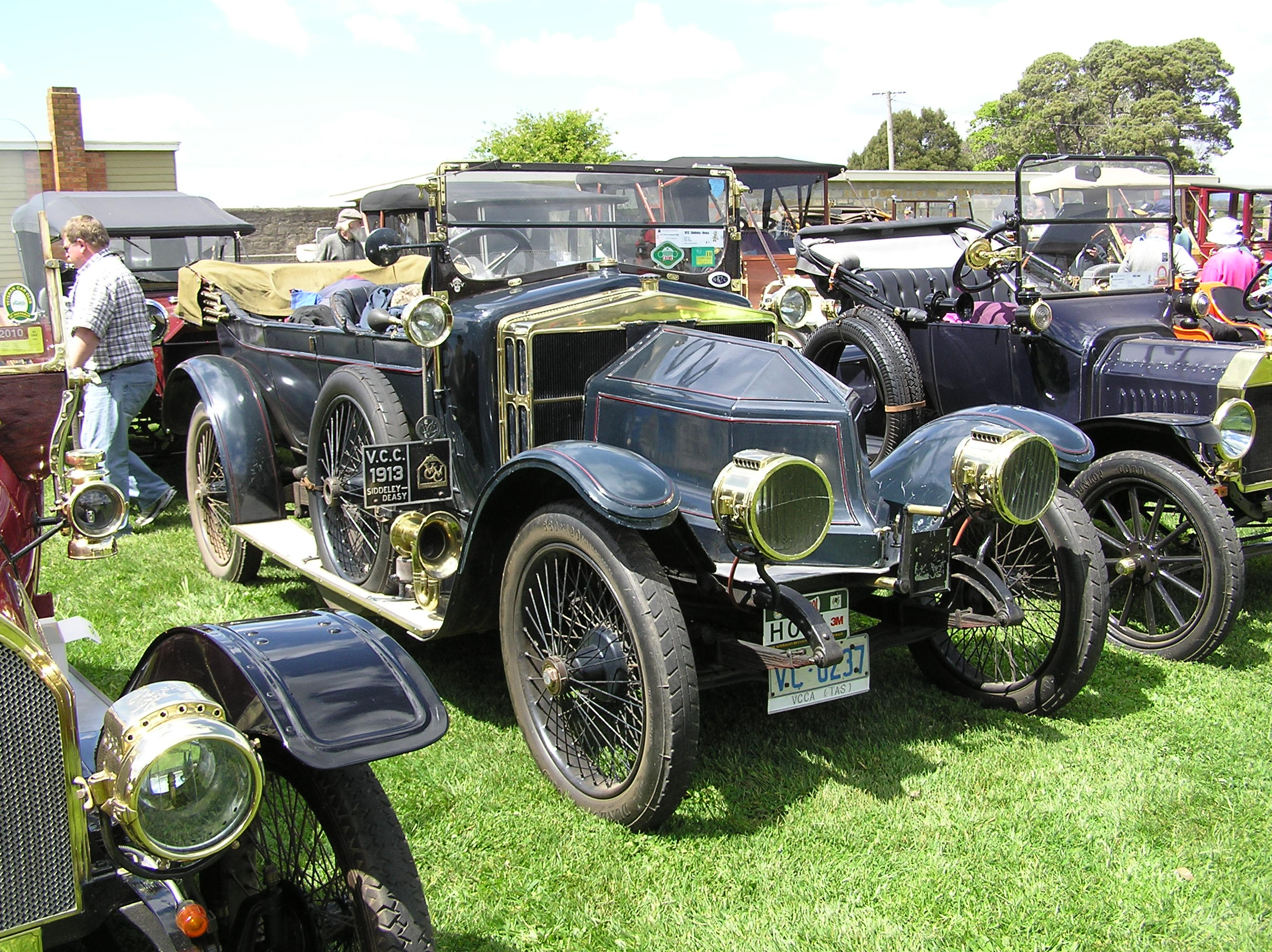
1912 سيدلي-ديزي 18-24hp

بحلول عام 1912، عندما استقال ديزي بسبب اعتلال صحته،  أضاف سيدلي اسمه إلى مشعاع منتج ديزي. في نوفمبر 1912، أصبحت أعمال ديزي - بالتصويت الشعبي للمساهمين - سيدلي-ديزي. خلال الحرب العالمية الأولى، نمت بسرعة إنتاج محركات الطائرات وهياكل الطائرات بمساعدة موظفين متميزين من مصنع الطائرات الملكي في فارنبورو بالإضافة إلى المركبات ذات المحركات بما في ذلك سيارات الإسعاف باستخدام هيكل روفر ومحركات دايملر واستر ويعمل بها حوالي 5000 عامل.  عُيَّن قائدًا من وسام الإمبراطورية البريطانية في العام الجديد عام 1918 مع مرتبة الشرف لخدماته الصناعية أثناء الحرب.
في عام 1918، انتقل جون سيدلي وعائلته إلى كراكلي هول، كينيلوورث. أصبح المبنى نفسه فيما بعد مدرسة سانت جوزيف وهو الآن مدرسة كراكلي هول.

### ارمسترونغ سيدلي موتورز
رتبت سيدلي عملية الاستحواذ على محرك سيدلي-ديزي للسيارات ومحركات الطائرات وأعمال الطائرات من قبل شركة السير دبليو جي آرمسترونغ ويتوورث المحدودة ودمجها مع قسم المحركات آرمسترونغ ويتوورث في عام 1919. أعادوا تسمية كيانهم الجديد ارمسترونغ سايدلي موتورز. كان من المقرر أن يستمر حتى عام 1960.
أسست شركة سيدلي القابضة الجديدة سير دبليو جي آرمسترونغ ويتوورث للطائرات في يوليو 1920.
كان ارمسترونغ سايدلي موتورز من المتحمسين المتحمسين للسبائك الخفيفة للمحركات. كان هذا نهجًا شائعًا بدرجة كافية لمحركات الطائرات، لكن ارمسترونغ-سيدلي كان أيضًا مبكرًا في تطبيقها على السيارات. لتوفير إمدادات من السبائك الجديدة الأكثر تطوراً للمكابس، قام سيديلي بتمويل والاس تشارلز ديفيروكس لإنشاء هاي ديوتي ألووي المحدودة. في عام 1927، كبديل لبيتر هوكر، الذي تم تصفيته.
بعد ذلك، استفاد سيدلي من الصعوبات المالية التي واجهتها الشركتان الأم ارمسترونغ وفيكرز في منتصف العشرينيات وبحلول عام 1927 كان قد سيطر على جميع أعمال سيدلي الثلاثة. ظل رئيسًا لهم حتى عام 1935، عندما كان في السبعين من عمره، قام بترتيب آخر عملية استحواذ له مع طائرات هوكر التي شكلت هوكر سايدلي على الرغم من أن شركات سيدلي احتفظت بهوياتها. من هذا الترتيب حصل على «مليون جنيه إسترليني ومزايا عديدة».

## النبلاء

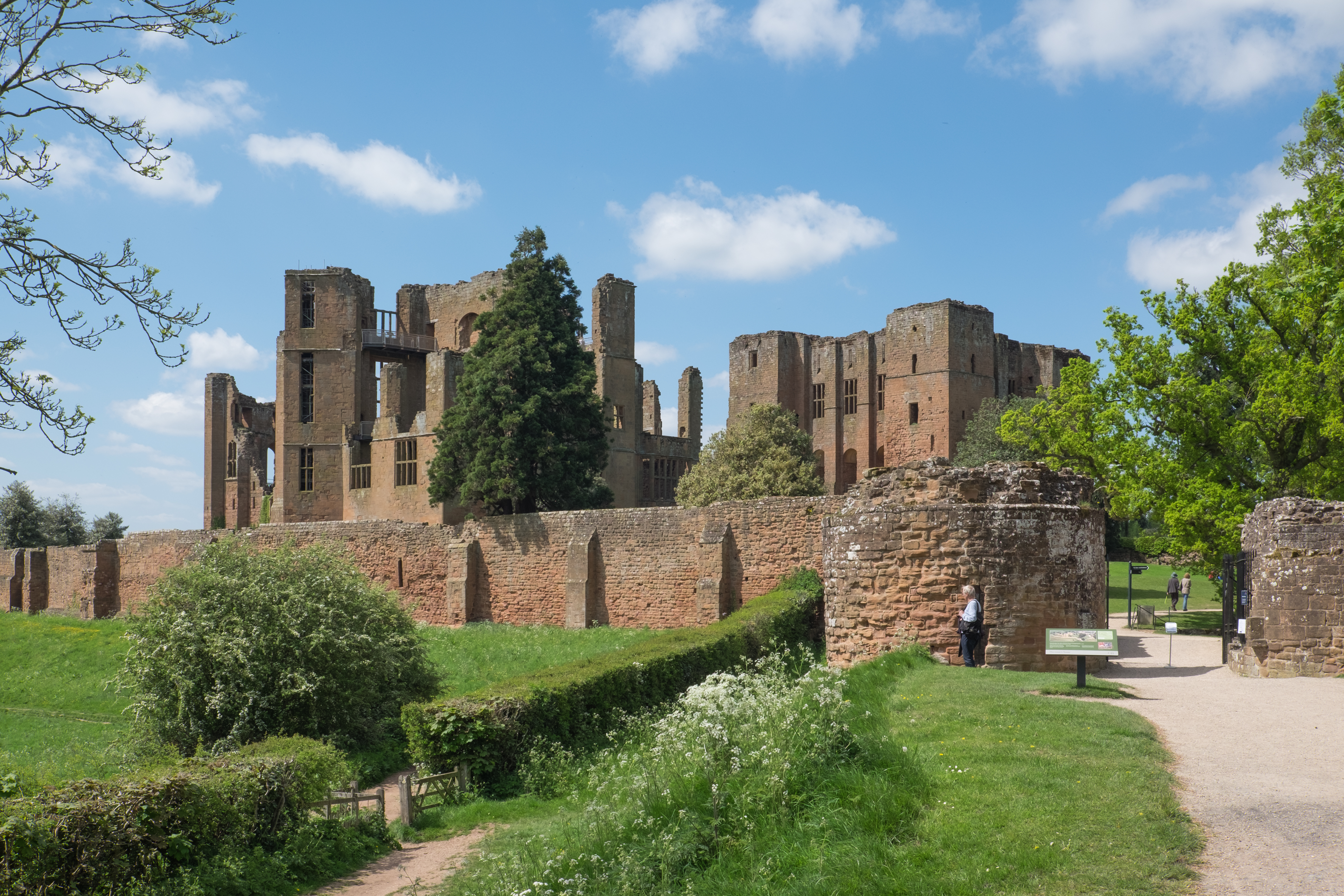
قلعة كينيلورث، اشتراها سيدلي وأعطاها للأمة

حصل سيدلي على لقب فارس عام 1932 عندما شغل منصب مأمور وارويكشاير. تم انتخاب السير جون سيدلي رئيسًا لجمعية مصنعي السيارات وتجارها لعام 1937-1938 - وهو أعلى تكريم يمكن أن تمنحه صناعة السيارات البريطانية. في نفس العام، ترقى إلى رتبة النبلاء مثل بارون كينيلورث، من كينيلوورث في مقاطعة وارويك. كما تم انتخابه رئيسًا لجمعية صانعي الطائرات البريطانيين في الفترة من 1932 إلى 1933 - وهي الآن جمعية شركات الطيران البريطانية - وانتخب رئيسًا للاتحاد الوطني لأرباب العمل والهندسة المتحالفة لعام 1935-1936.
عند تقاعده، اشترى قلعة كينيلورث التاريخية وأعطاها للأمة. للاحتفال بتتويج الملك جورج السادس والملكة إليزابيث في عام 1937، قدم اللورد كينيلورث أيضًا هدية بقيمة 100000 جنيه إسترليني إلى مدارس فيربريدج Farm، وهي مؤسسة خيرية لتقديم الفرص والتعليم في الخارج للشباب من منازلهم المكسورة.
بعد تقاعده انتقل إلى جيرسي حيث توفي بعد أيام قليلة من وفاة زوجته في نوفمبر 1953، عن عمر يناهز 87 عامًا، نفيًا ضريبيًا اختياريًا ورجل ثري.
وقد خلفه ابنه كيرلس في البارونية.

## أسلحة

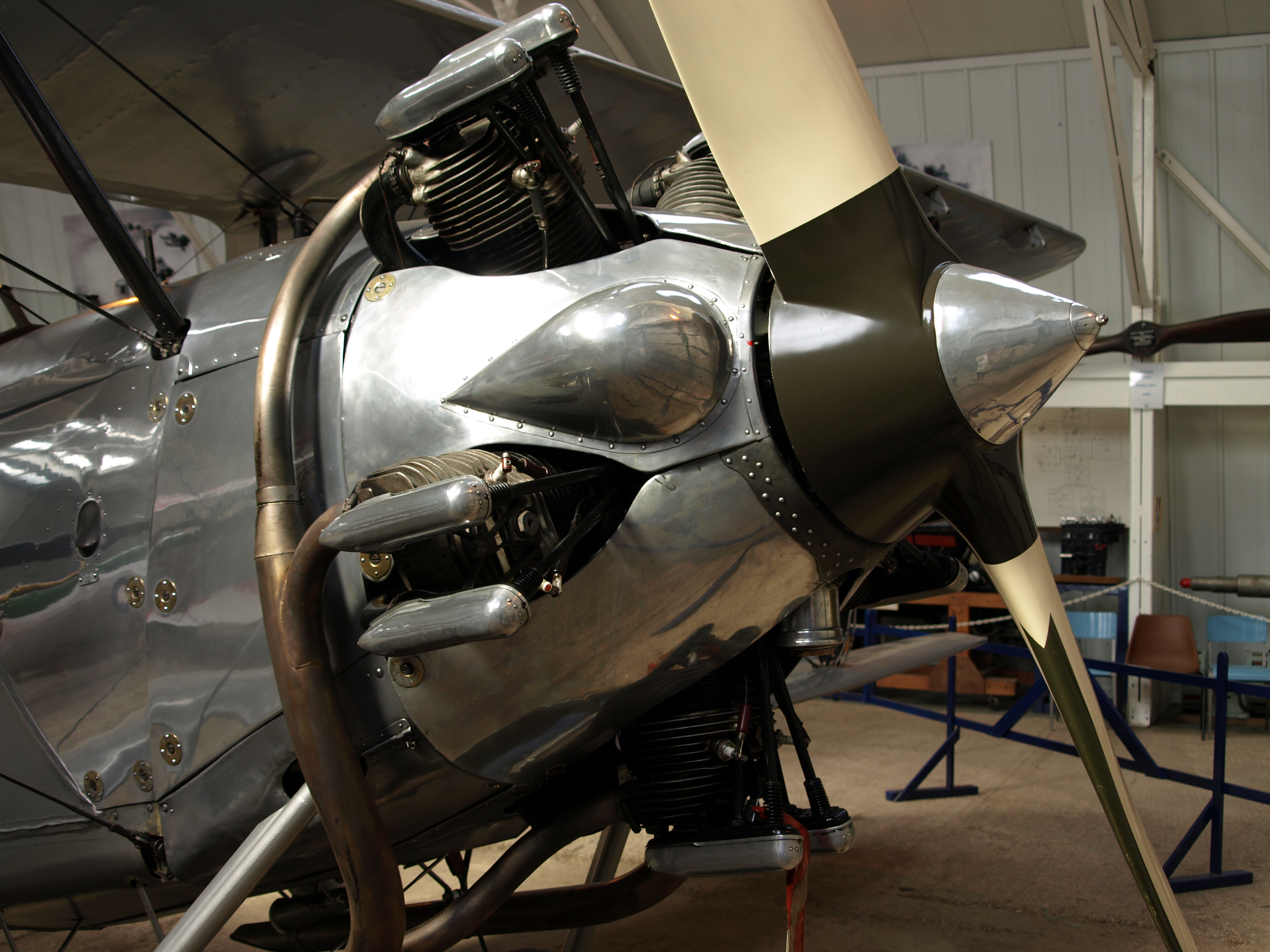
ارمسترونغ سيدلي النمس في هوكر تومتيت
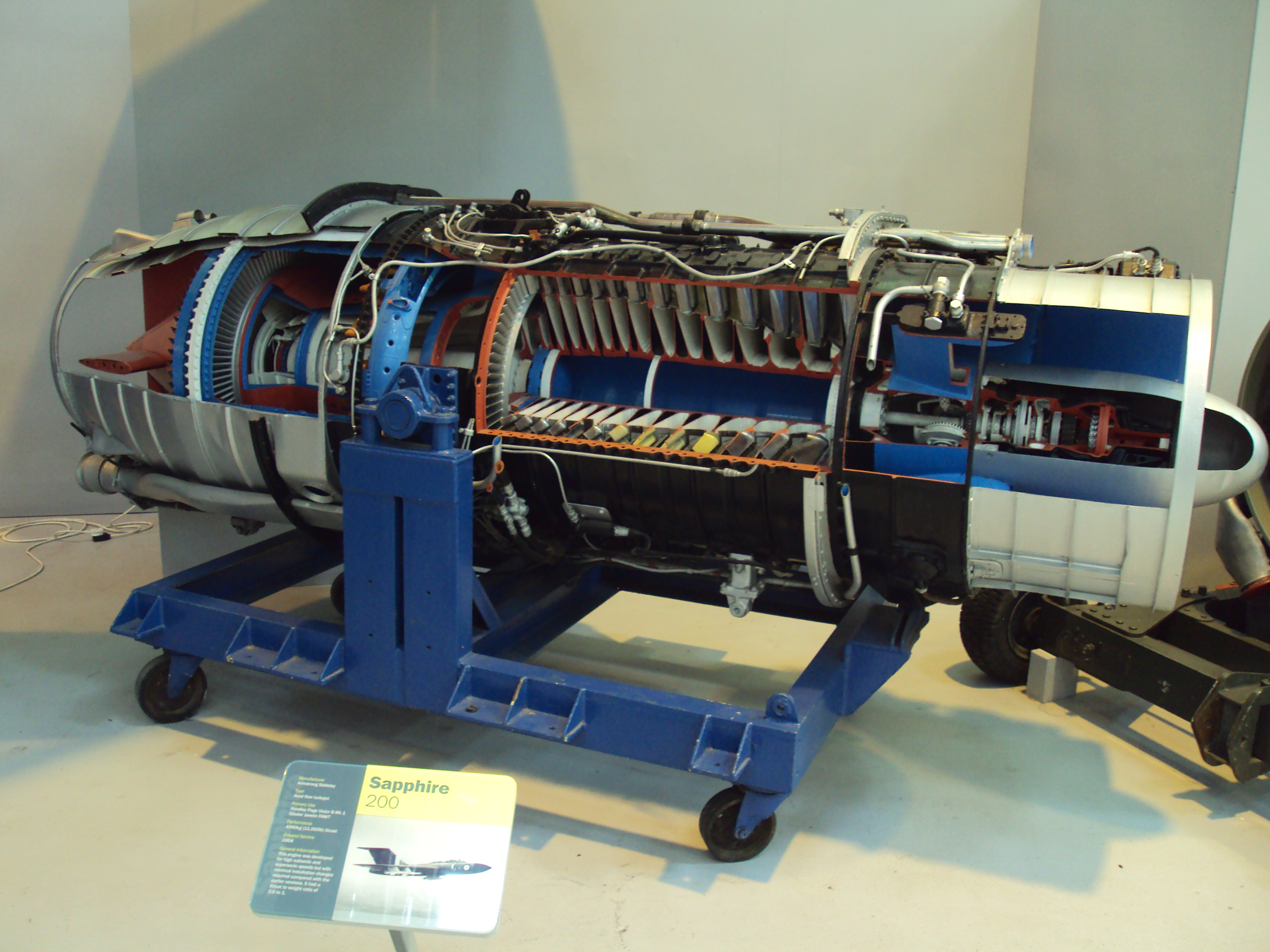
ارمسترونغ سيدلي الياقوت 200 توربوجيت
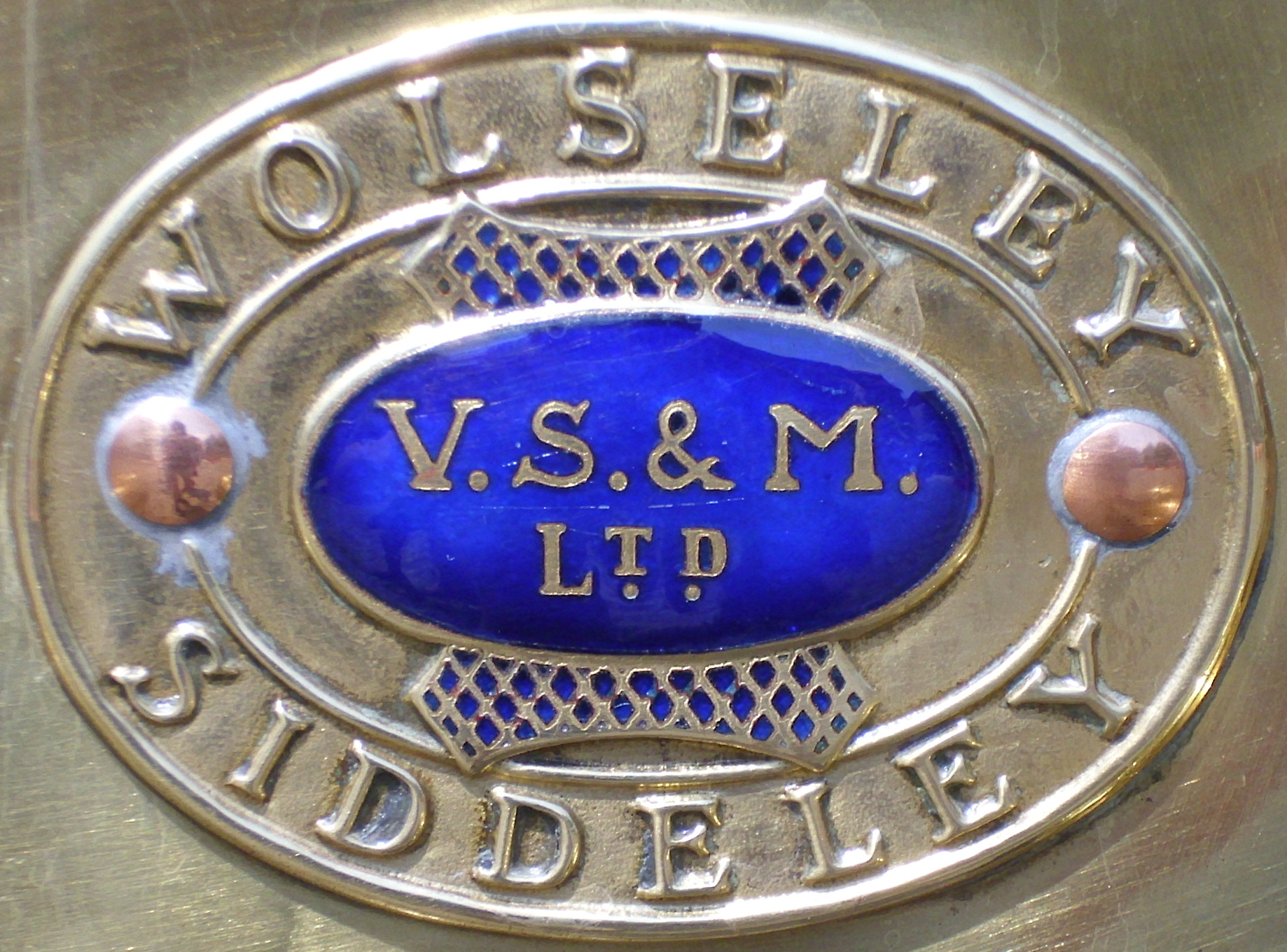
لوحة الاسم: فيكرز وأولاده وماكسيم ولسيلي سيدلي
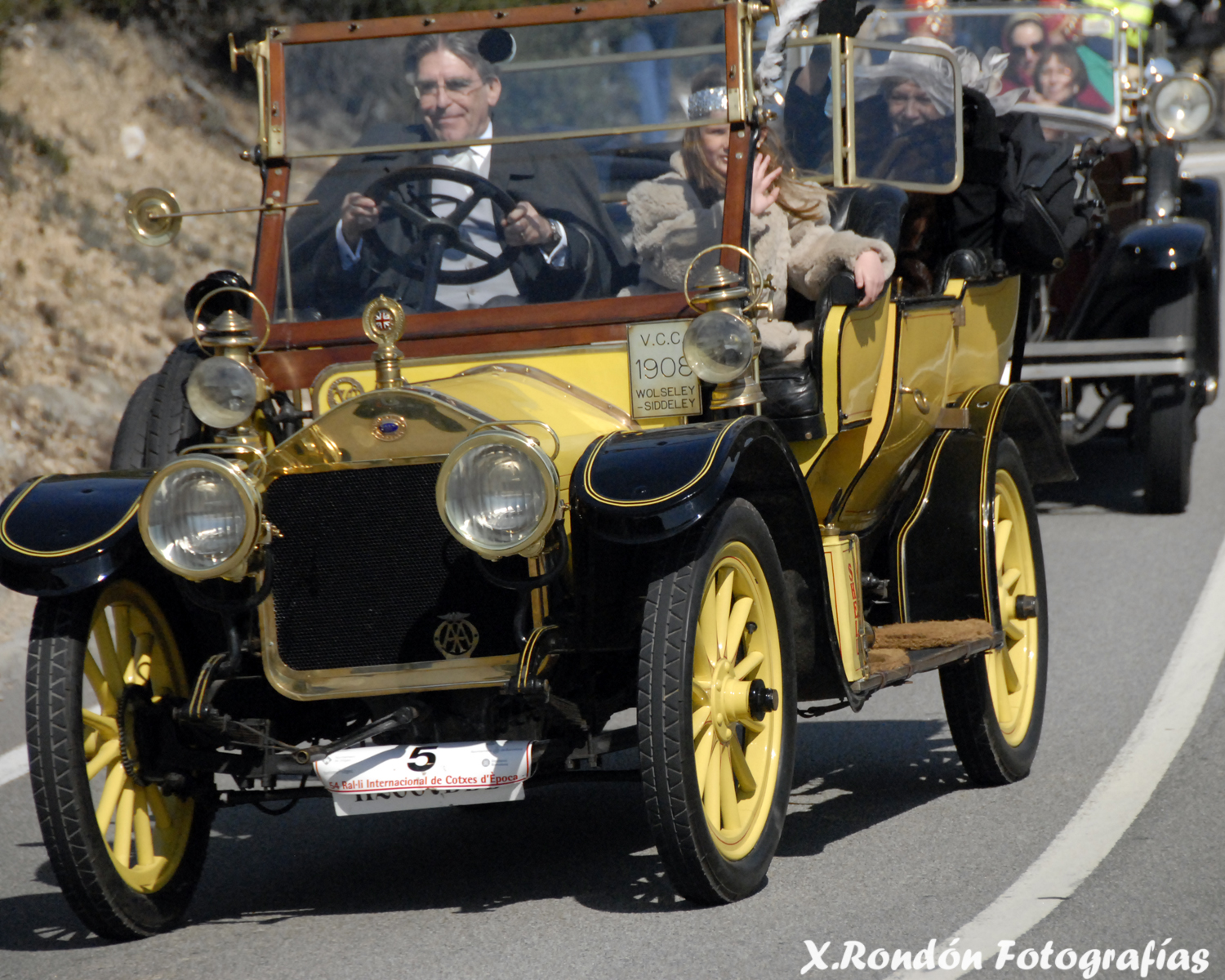
ولسيلي سيدلي 1908
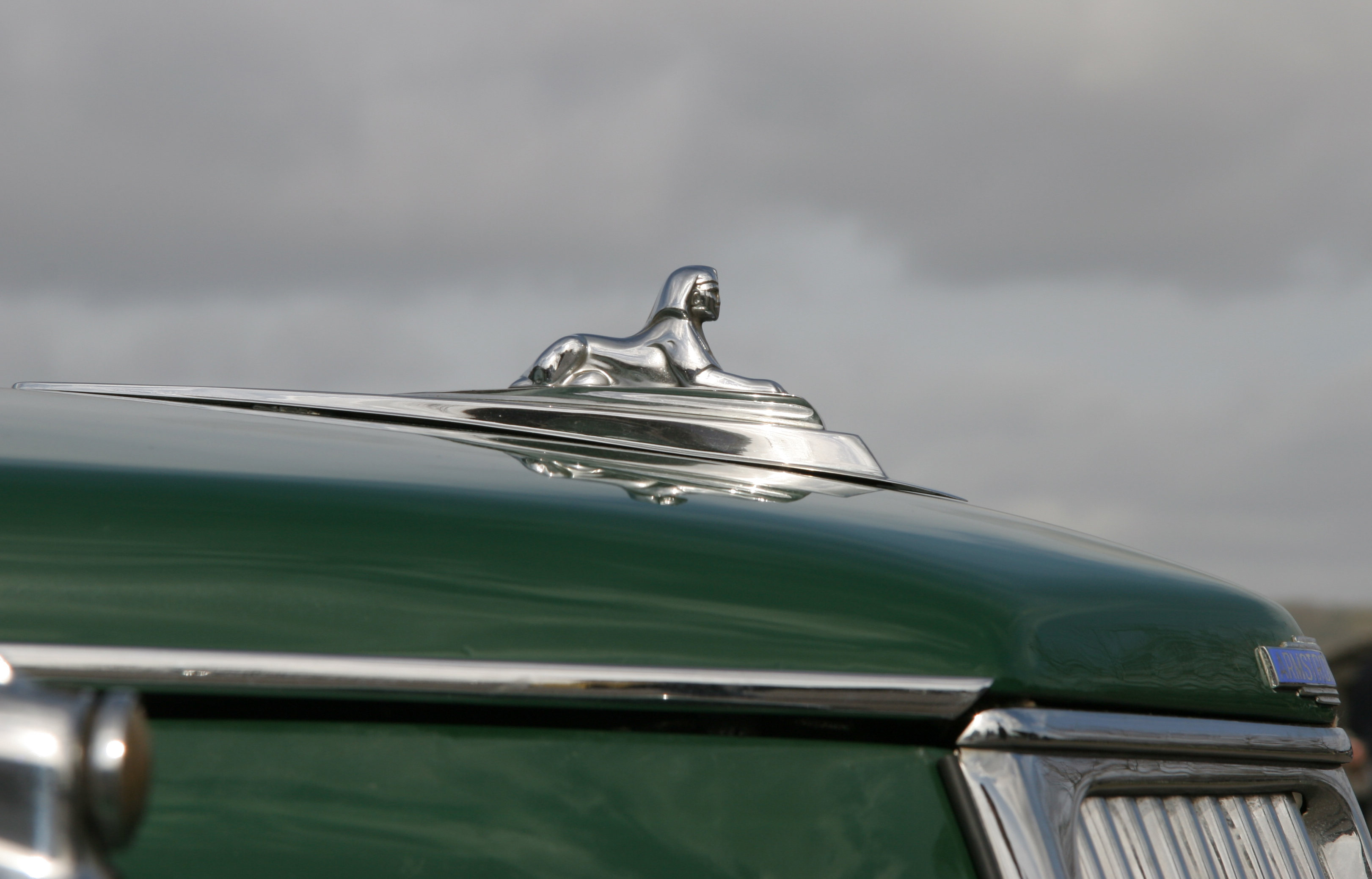
تميمة أبو الهول لأرمسترونغ سيديلي